# Khariar Road
Khariar Road è una città dell'India di 16.627 abitanti, situata nel distretto di Nuapada, nello stato federato dell'Orissa. In base al numero di abitanti la città rientra nella classe IV (da 10.000 a 19.999 persone).

## Geografia fisica
La città è situata a 20° 55' 20 N e 82° 30' 35 E.

## Società

### Evoluzione demografica
Al censimento del 2001 la popolazione di Khariar Road assommava a 16.627 persone, delle quali 8.399 maschi e 8.228 femmine. I bambini di età inferiore o uguale ai sei anni assommavano a 2.405, dei quali 1.192 maschi e 1.213 femmine. Infine, coloro che erano in grado di saper almeno leggere e scrivere erano 10.123, dei quali 5.900 maschi e 4.223 femmine.